# Luwr Abu Zabi

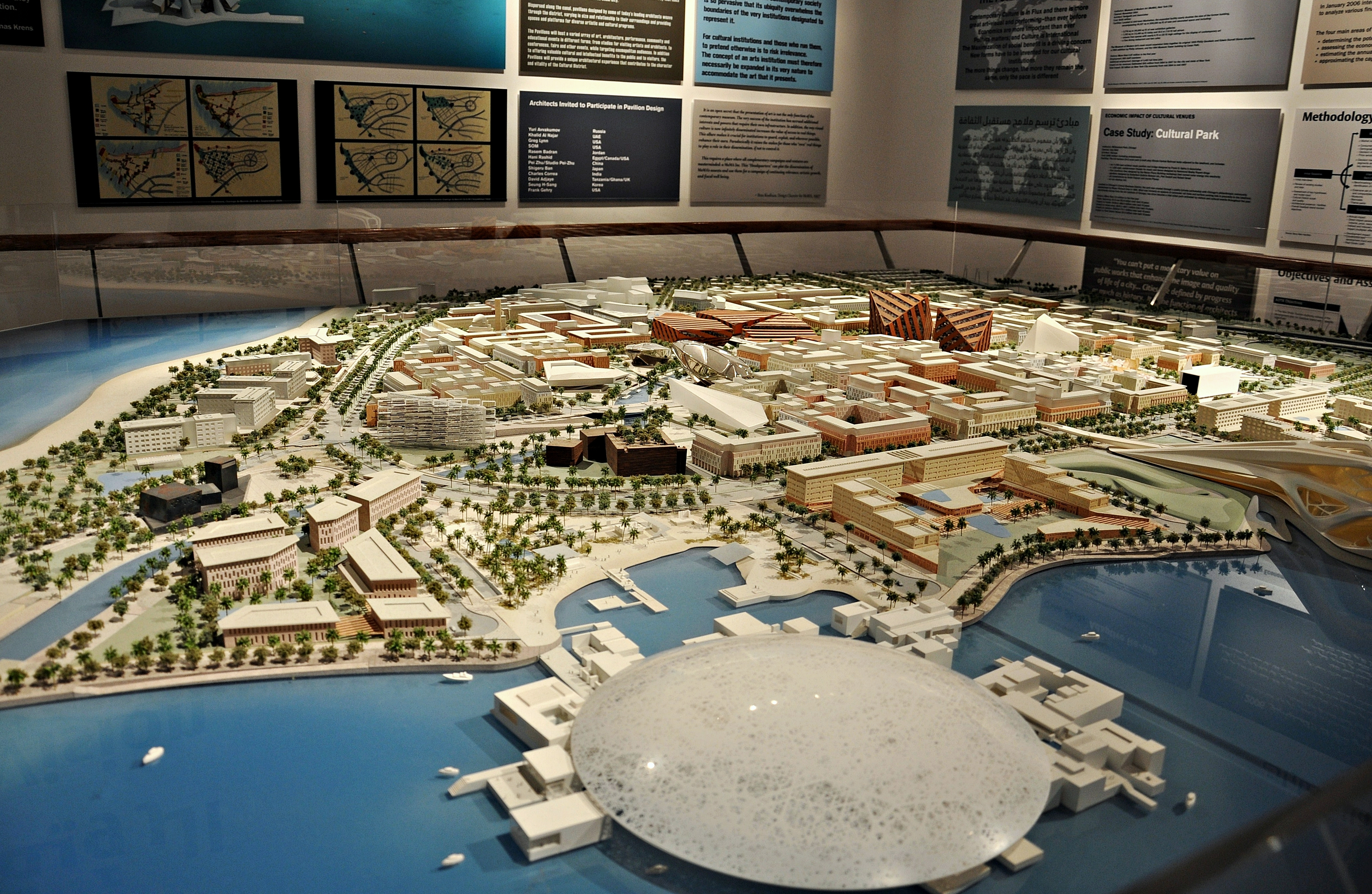
Makieta projektu Luwru Abu Zabi i jego otoczenia, 2011

Luwr Abu Zabi (arab. اللوفر أبوظبي, fr. Louvre Abou Dabi) – muzeum sztuki znajdujące się na wyspie Saadiyat w Abu Zabi w Zjednoczonych Emiratach Arabskich. Działa na podstawie umowy między ZEA a Francją, podpisanej w marcu 2007 r., która pozwala na używanie nazwy Luwru do 2037 r. Na stronie internetowej Luwru projekt Luwr Abu Zabi został opisany jako „największy francuski projekt kulturalny za granicą".

## Historia
Kraje Zatoki Perskiej od lat prowadzą rywalizację w dziedzinie kultury i sztuki. W sprawie budowy nowego muzeum władze Zjednoczonych Emiratów Arabskich zwróciły się do specjalistów w dziedzinie muzealnictwa we Francji. Ówczesny minister kultury Renaud Donnedieu de Vabres podkreślił: „w dziedzinie muzeów Francja ma prawdziwe doświadczenie. Co więcej, kultura francuska nadal ma duże znaczenie w tej części świata”.
Dyskusje na temat Luwru Abu Zabi rozpoczęły się w czerwcu 2005 roku, kiedy delegacja Abu Dhabi pod przewodnictwem sułtana bin Tahnoona al-Nahyana, przewodniczącego „Authority for Culture & Heritage” w Abu Zabi odwiedziła Paryż i spotkała się z przedstawicielami Luwru w celu utworzenia placówki muzealnej na wyspie Saadiyat.
W lutym 2006 roku delegacja naczelnych francuskich muzealników odwiedziła Zjednoczone Emiraty Arabskie w celu zapoznania się na miejscu z koncepcją przyszłego muzeum. W Abu Zabi powstał pomysł stworzenia „uniwersalnego” muzeum, dla budowy którego planowano zatrudnić jednego z czołowych światowych architektów takich jak Zaha Hadid, Jean Nouvel, Frank Ghery lub Tadao Ando.
Dyrektor Luwru Henri Loyrette początkowo sprzeciwiał się projektowi.
Umowa w sprawie budowy przyszłego muzeum została podpisana w dniu 6 marca 2007 r. przez odpowiednich przedstawicieli rządów Francji i Zjednoczonych Emiratów Arabskich. Według umowy ZEA zobowiązały się do zapłacenia 400 milionów euro za używanie prestiżowej nazwy Luwru przez 30 lat.
Prace budowlane Luwru Abu Zabi oficjalnie rozpoczęły się 26 maja 2009 r.    
Inauguracja muzeum odbyła się 8 listopada 2017 r. przez prezydenta Francji Emmanuela Macrona, księcia koronnego Abu Zabi Muhammada ibn Zajida Al Nahajjana oraz premiera i emira Dubaju Muhammada ibn Raszida Al Maktuma.

## Architektura
Budynek muzeum położony jest na sztucznej wyspie Saadiyat. Do zaprojektowania muzeum został wybrany francuski architekt Jean Nouvel, zdobywca Nagrody Pritzkera (ang. Pritzker Architecture Prize). Projekt jest oparty na głównym symbolu arabskiej architektury – kopule. Potężna ażurowa kopuła o średnicy 180 metrów (jej waga to 7,5 tys. ton) została zaprojektowana w nietypowy sposób, jej dach posiada mnóstwo otworów, przypominających podziurawiony parasol, przez które przebija się światło dzienne. Do wnętrza muzeum można wpłynąć łódką albo dojść promenadą wzdłuż wybrzeża. Muzeum składa się z 55 osobnych budynków połączonych basenami i kanałami.

## Galeria

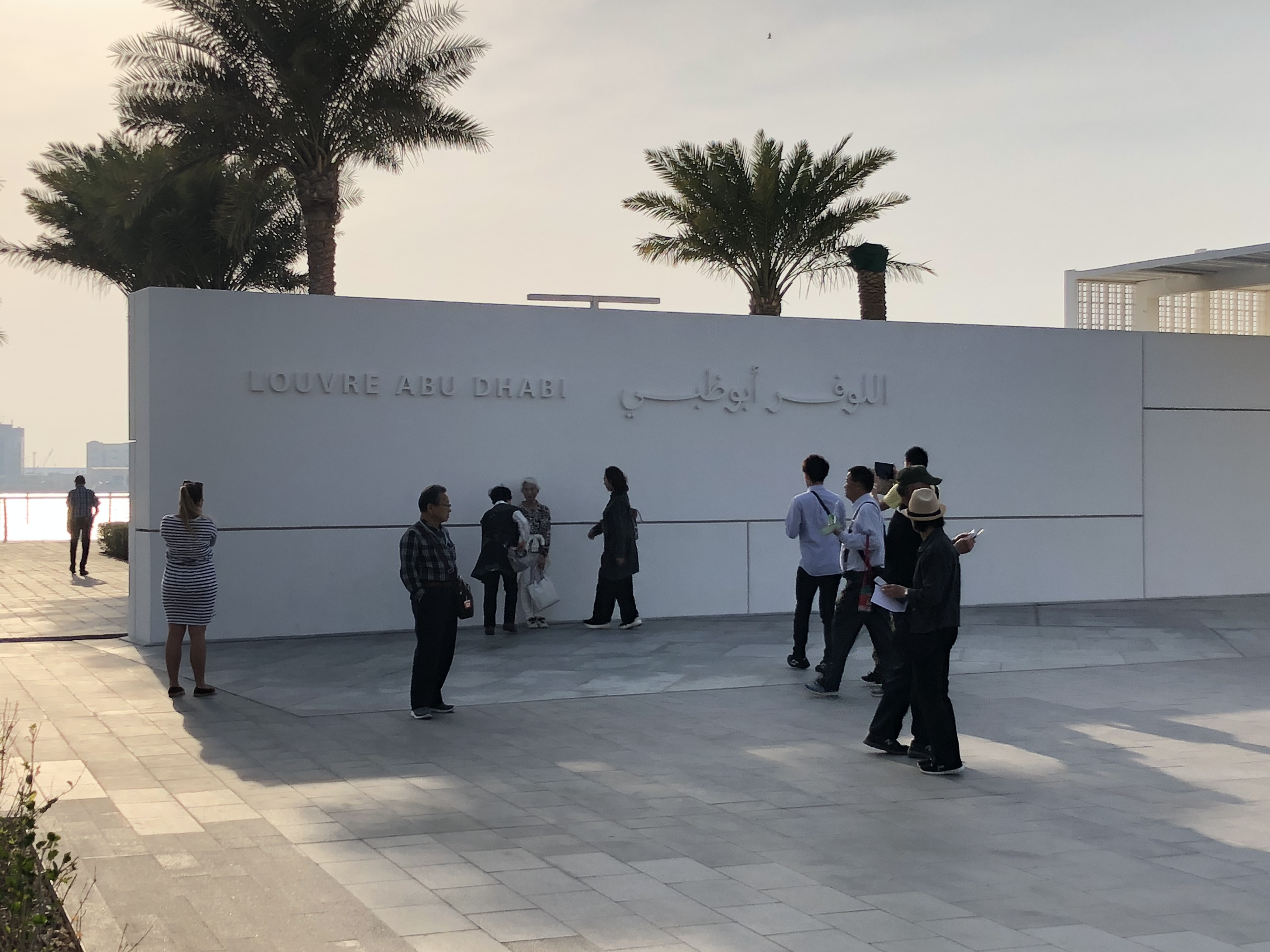
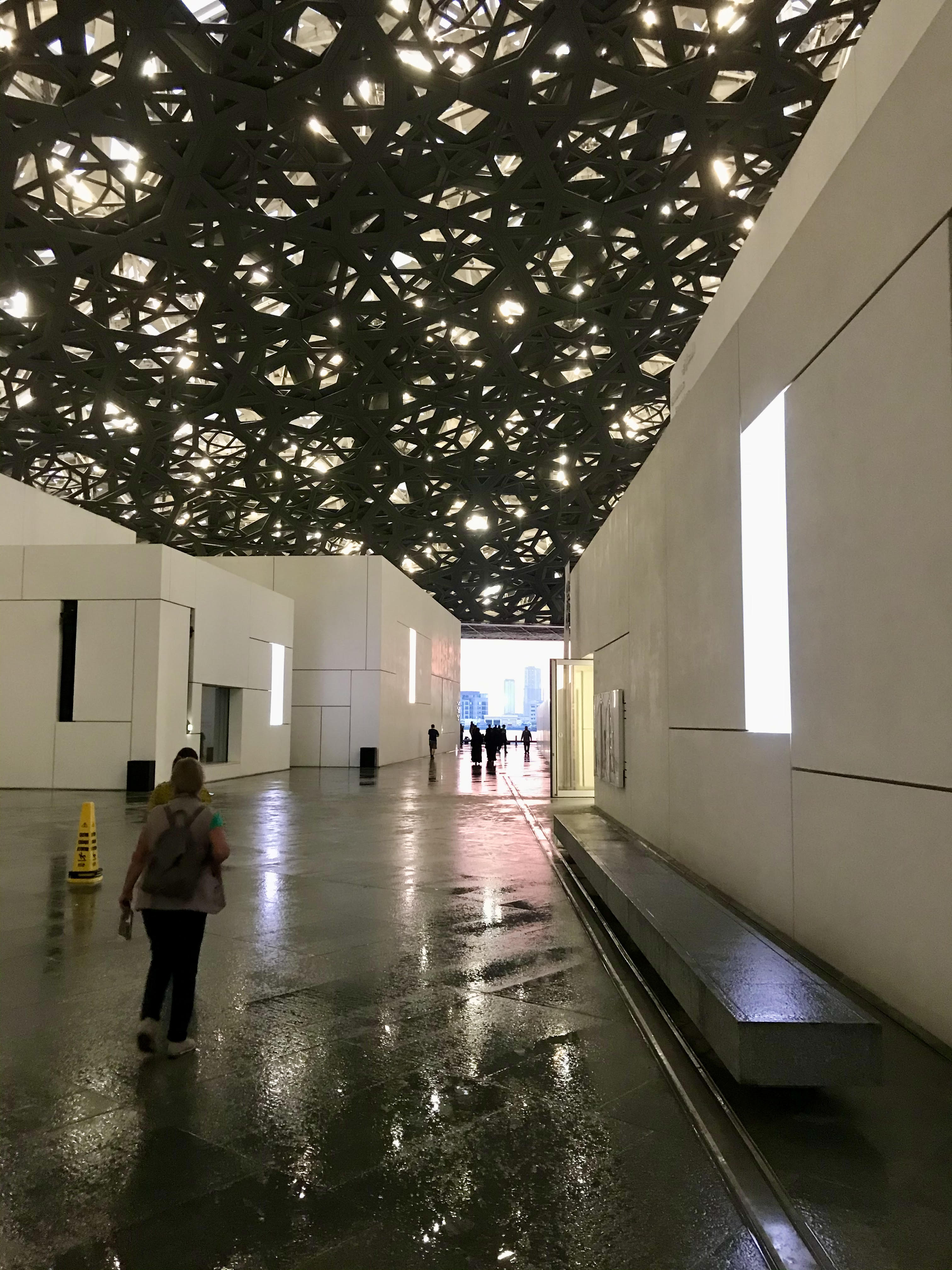
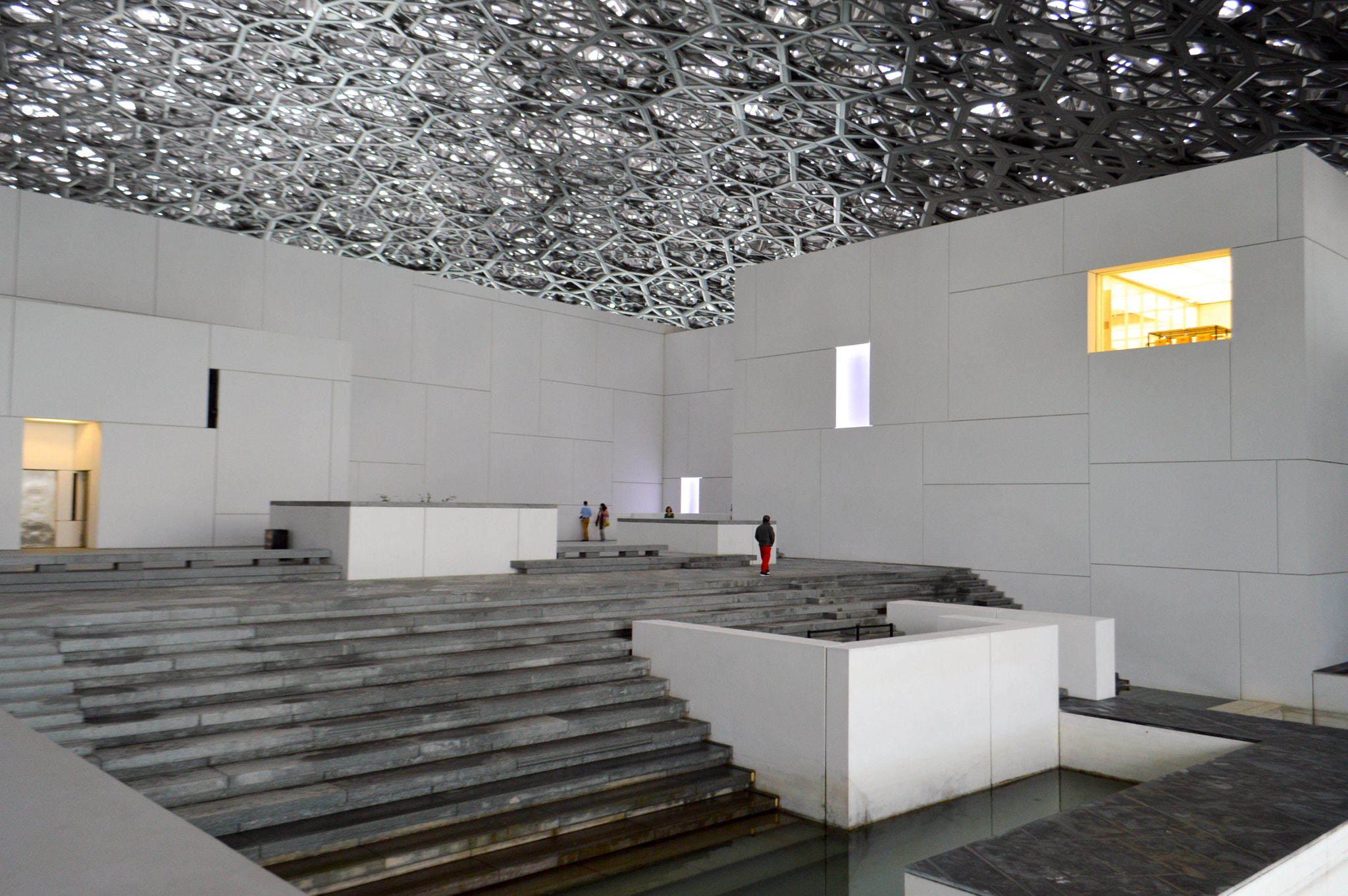
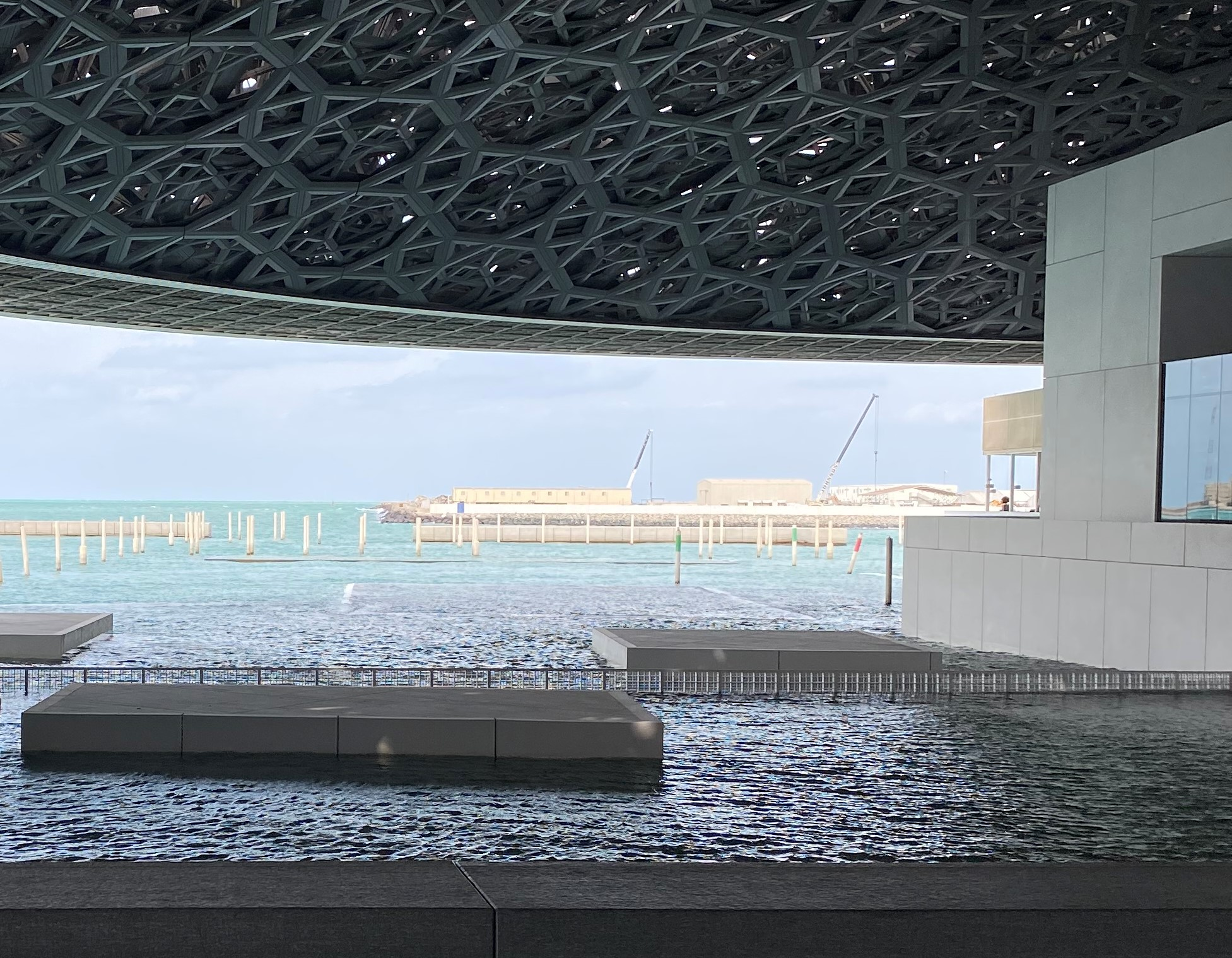